# Francis Boggs
Pour les articles homonymes, voir Boggs.
Francis Boggs, né en mars 1870 à Santa Rosa, Californie (États-Unis), et mort le 27 octobre 1911 à Los Angeles (Californie), est un acteur, réalisateur, scénariste et producteur de cinéma américain.

## Biographie
Né à Santa Rosa, en Californie, Francis Boggs est le fils de George W. Boggs et d'Alabama McMeans. Très jeune, il commence à jouer pour la compagnie théâtrale Alcazar de San Francisco, avec laquelle il tourne dans tout le sud-ouest des États-Unis. En 1900, il s'installe à Los Angeles qu'il quitte en 1902, pour aller à Chicago où il continue à travailler dans le théâtre.
C'est là qu'il rencontre William Selig et à partir de 1907 il réalise des films pour la maison de production de celui-ci, la Selig Polyscope Company, mettant notamment en scène l'acteur de westerns Tom Mix. Avec Thomas Persons, Boggs réalise en 1908 l'un de ses premiers films, The Count of Monte Cristo. Il tourne les plans intérieurs dans les studios de la Selig à Chicago, mais les scènes où Edmond Dantès sort de l'eau sont réalisées sur une plage près de Los Angeles.
Francis Boggs est l'époux de Lillian Hayward de 1895 à 1904, dont il divorce, puis de May Hosmer et de Jean Ward.
Il meurt abattu par un jardinier japonais employé de la maison de production Selig, lequel, dans le même temps, blesse grièvement William Nicholas Selig. Il est enterré au cimetière de Graceland à Chicago.

## Filmographie

### Comme réalisateur
- 1907 : The Two Orphans
- 1908 : The Count of Monte Cristo (+ acteur)
- 1908 : Shamus O'Brien
- 1908 : The Cattle Rustlers
- 1908 : The Spirit of '76
- 1908 : The Cowboy's Baby
- 1908 : The Fairylogue and Radio-Plays
- 1908 : On Thanksgiving Day
- 1909 : The Tenderfoot
- 1909 : The Mad Miner
- 1909 : Boots and Saddles
- 1909 : Mephisto and the Maiden
- 1909 : In the Badlands
- 1909 : Fighting Bob
- 1909 : In the Sultan's Power
- 1909 : Ben's Kid
- 1909 : The Heart of a Race Tout
- 1909 : The Leopard Queen
- 1909 : The Stampede
- 1909 : The Cowboy Millionaire (avec Otis Turner)
- 1909 : Briton and Boer
- 1909 : Up San Juan Hill
- 1909 : On the Border
- 1909 : On the Little Big Horn or Custer's Last Stand
- 1909 : Pine Ridge Feud
- 1910 : The Girls of the Range
- 1910 : Pride of the Range
- 1910 : The Roman
- 1910 : Across the Plains
- 1910 : Davy Crockett
- 1910 : In the Great Northwest
- 1910 : Trimming of Paradise Gulch
- 1910 : The Range Riders (coréalisateur : Otis Turner)
- 1910 : The Long Trail
- 1910 : The Fire Chief's Daughter
- 1910 : The Schoolmaster of Mariposa
- 1910 : Taming Wild Animals
- 1910 : Mazeppa, or the Wild Horse of Tartary
- 1910 : Ranch Life in the Great Southwest
- 1910 : The Merry Wives of Windsor
- 1911 : The Sheriff of Tuolomne
- 1911 : Wheels of Justice
- 1911 : The Two Orphans (avec Otis Turner)
- 1911 : The Curse of the Redman
- 1911 : In Old California When the Gringos Came
- 1911 : Back to the Primitive (avec Otis Turner)
- 1911 : The Still Alarm
- 1911 : The Herders
- 1911 : One of Nature's Noblemen
- 1911 : Where There's a Will, There's a Way
- 1911 : Ten Nights in a Bar Room
- 1911 : The Novice
- 1911 : Range Pals
- 1911 : Told in the Sierras
- 1911 : The White Medicine Man
- 1911 : The Craven Heart
- 1911 : Captain Kate (coréalisateur : Otis Turner)
- 1911 : The Profligate
- 1911 : Slick's Romance
- 1911 : Their Only Son
- 1911 : The Regeneration of Apache Kid
- 1911 : The Blacksmith's Love
- 1911 : Through Fire and Smoke
- 1911 : How Algy Captured a Wild Man
- 1911 : The Heart of John Barlow
- 1911 : Kit Carson's Wooing
- 1911 : Shipwrecked
- 1911 : The Rival Stage Lines
- 1911 : The Artist's Sons
- 1911 : Out-Generaled
- 1911 : Making a Man of Him
- 1911 : A New York Cowboy
- 1911 : On Separate Paths
- 1911 : Captain Brand's Wife
- 1911 : The Coquette
- 1911 : Old Billy
- 1911 : Lieutenant Grey of the Confederacy
- 1911 : The Bootlegger (avec Hobart Bosworth)
- 1911 : The New Superintendent
- 1911 : Blackbeard
- 1911 : An Evil Power
- 1911 : A Diamond in the Rough
- 1911 : The Maid at the Helm
- 1911 : The Little Widow
- 1912 : The Danites
- 1912 : A Freight Train Drama
- 1912 : The Peacemaker

### Comme scénariste
- 1909 : The Heart of a Race Tout
- 1911 : The Still Alarm
- 1911 : One of Nature's Noblemen
- 1911 : Range Pals
- 1911 : The Craven Heart
- 1911 : Slick's Romance
- 1911 : The Regeneration of Apache Kid
- 1911 : The Blacksmith's Love
- 1911 : Out-Generaled
- 1911 : Making a Man of Him
- 1911 : Captain Brand's Wife
- 1911 : The Coquette
- 1911 : Lieutenant Grey of the Confederacy
- 1911 : An Evil Power
- 1911 : The New Superintendent
- 1911 : Blackbeard
- 1911 : The Maid at the Helm
- 1911 : The Little Widow
- 1911 : The Bootlegger
- 1911 : A Diamond in the Rough

### Comme producteur
- 1912 : The Danites